# Лоннекер
Лоннекер (нід. Lonneker, нід. вимова: [ˈlɔnəkər]) — село в нідерландській провінції Оверейсел. Входить до муніципалітету Енсхеде.
Його площа становить 0,89 км², а населення станом на 2021 рік складало 1 895 осіб.
Перша згадка про населений пункт датується кінцем 10-го сторіччя.
До 1934 року мало статус окремого муніципалітету.

## Галерея

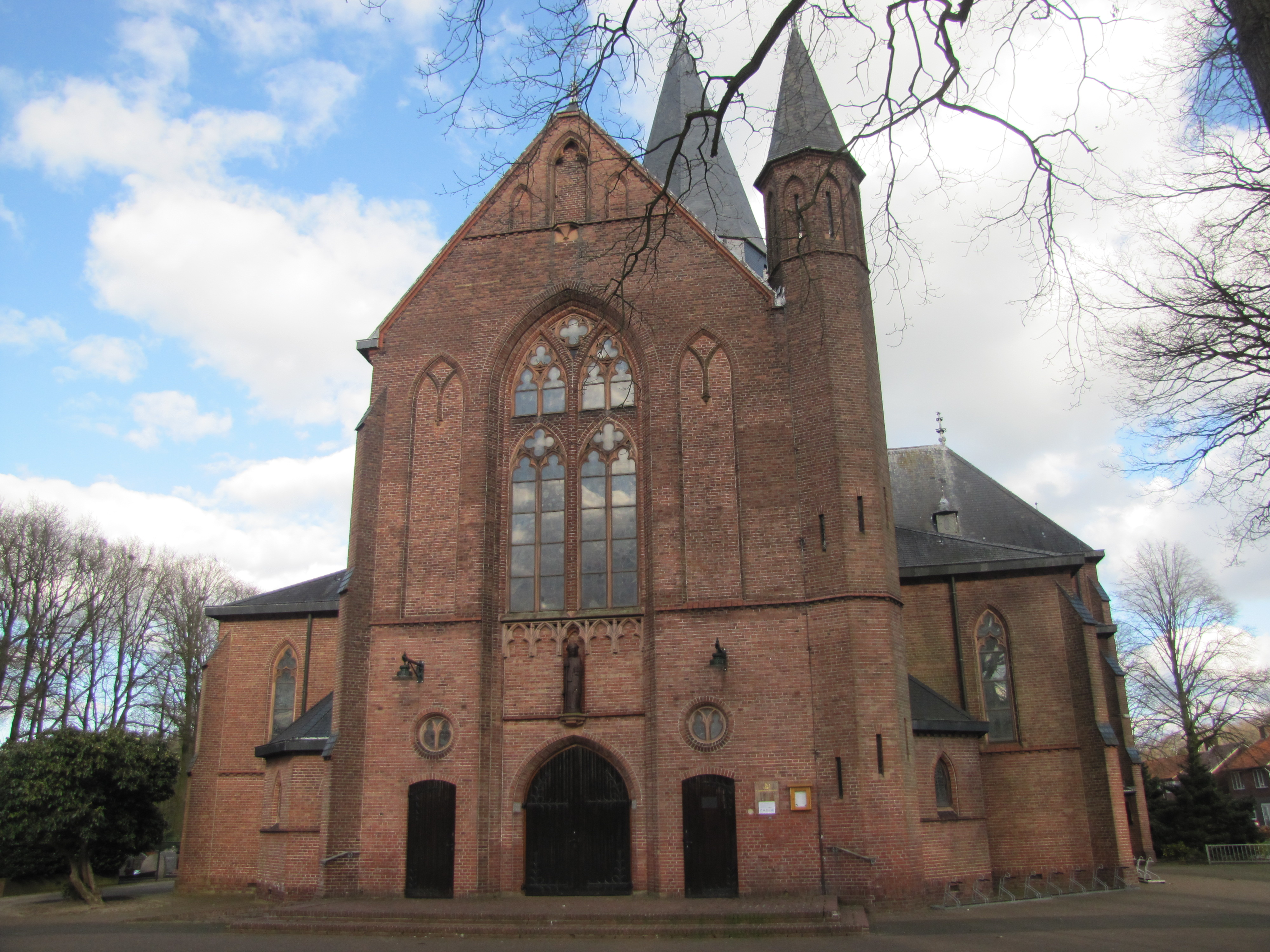
Церква на центральній площі Лоннекера
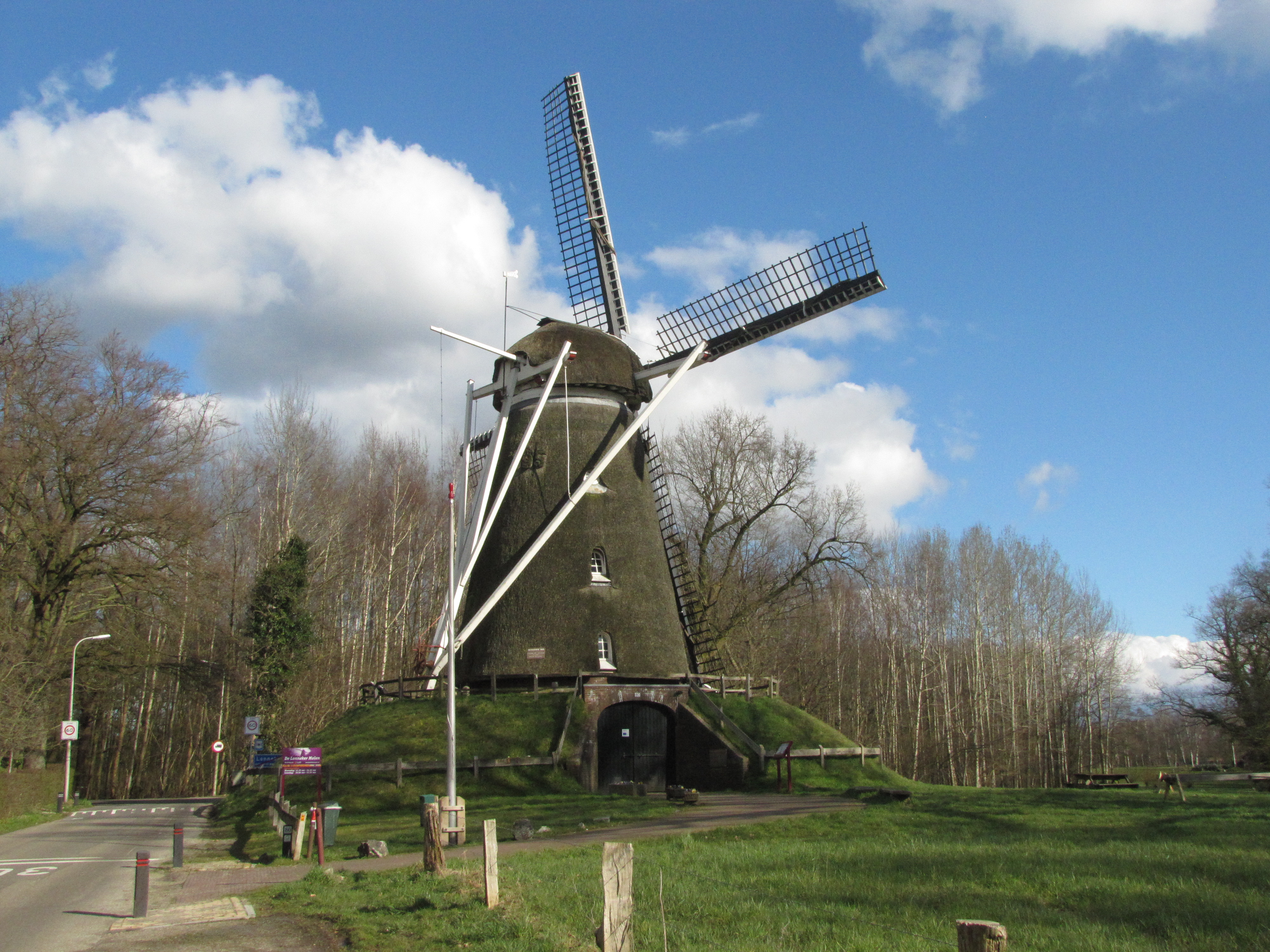
Втіряк у Лоннекері